# UltraSPARC T1
UltraSPARC T1 — многоядерный микропроцессор с аппаратной поддержкой многопоточности, разработанный Sun Microsystems, до анонса 14 ноября 2005 г. известен как Niagara.
Процессор базируется на RISC-архитектуре UltraSPARC Architecture 2005 specification с поддержкой набора команд SPARC v9 и выпускается в различных модификациях, различающихся тактовыми частотами (1—1,4 ГГц) и количеством ядер (4, 6 и 8 ядер) с аппаратной поддержкой четырёх потоков (чередование 4 «лёгких» процессов — англ. Light Weight Processes, LWP) на ядро. В 2007 году Sun представила новый процессор-преемник UltraSPARC T2.

## История
Работы над процессором, оптимизированным для многопоточных приложений, начались в Sun Microsystems во второй половине 1990-х в рамках проекта MAJC (Microprocessor Architecture for Java Computing) — разработка аппаратной платформы Java-станций. Первоначально предполагалось, что применимость Java будет ограничена устройствами бытовой электроники, максимум — персональными компьютерами, поэтому, хотя часть наработок по аппаратному управлению потоками была использована в серверных системах, после невостребованности разработок офисных пакетов Corel и Lotus, написанных на Java, несмотря на готовность в 1999 г. двухъядерного процессора MAJC-5200 с интегрированным контроллером памяти и графическим препроцессором, проект MAJC был переориентирован в разработку многопоточных процессоров для серверных систем.
Вторым (и ключевым) фактором явился проект Hydra Стэнфордского университета (Stanford Hydra Single-Chip Multiprocessor) по разработке однокристального многоядерного суперскалярного процессора с разделяемым кэшем, финансировавшимся DARPA, возглавлявшимся Кунле Олукотуном (Kunle Olukotun). Результатом проекта в 1998 г. стал однокристальный процессор с четырьмя процессорными ядрами MIPS R10000 и основание Олукотуном компании Afara Websystems. После перехода из Sun в Afara Леса Кона (Les Kohn), одного из разработчиков UltraSPARC I, Hydra была переориентирована на архитектуру UltraSPARC I и в 2002 г. Afara Websystems была куплена Sun Microsystems.

## Аппаратная архитектура
UltraSPARC T1 представляет собой кристалл, на котором размещаются до 8 ядер SPARC V9 с 16 Кбайт L1 кэша инструкций и 8 Кбайт L1 кэша данных, и блок операций с плавающей точкой (FPU), объединяемых внутрипроцессорным коммутатором (crossbar) с пропускной способностью 132 Гбайт/сек. К коммутатору присоединены 4 банка L2 кэша суммарной ёмкостью 3 Мбайт, разделяемого всеми процессорными ядрами. Каждый из банков обслуживается контроллером памяти DDR-II DRAM, используются 144-битные интерфейсы, агрегированная пиковая пропускная способность контроллеров — 25 Гбайт/сек. В качестве интерфейса ввода-вывода используется 128-битная шина J-Bus interface (JBI).

## Применение
По состоянию на август 2007 процессор UltraSPARC T1 используется только в серверах Sun Microsystems:
- Sun Blade 6000 Modular System
- Sun SPARC Enterprise T1000 Server
- Sun SPARC Enterprise T2000 Server
- Sun Fire T1000 Server
- Sun Fire T2000 Server
- Netra T2000 Server
- Netra CP3060 Blade